# Sankta Anna kyrka, Stråssa
Sankta Anna kyrka är en tidigare kyrkobyggnad i Stråssa i Västerås stift. Innan nedläggningen och avkristnandet tillhörde den Ramsbergs församling. Bland annat till följd av den minskande befolkningen på orten, och därmed färre kyrkobesökare, avkristnades kyrkan år 2009. Den såldes 2011 till Sankta Annas Bränneri AB. Numera är den privatägd.

## Kyrkobyggnaden
Kyrkan stod klar 1972 och byggdes efter ritningar av arkitekt Rolf Bergh. Invigningsdatum valdes till den tredje söndagen i påsktiden då temat är "Den gode herden", just för att anknyta till kyrkans roll för människan. Kyrkan uppfördes på initiativ av dåvarande kyrkoherde Bengt Broman, vilket också är orsaken till att samlingssalen pryddes av ett stort porträtt av honom. Broman flyttade strax efteråt till Hallsberg där han var verksam fram till sin död i november 1992. Han värnade emellertid om Sankta Anna även efter avflyttningen. Broman har sin grav på Ramsbergs gamla kyrkogård intill prästgården.